# Шварцвальд-Бар
Шварцвальд-Бар (нем. Schwarzwald-Baar-Kreis) — район в Германии. Центр района — город Филлинген-Швеннинген. Район входит в землю Баден-Вюртемберг. Подчинён административному округу Фрайбург. Занимает площадь 1025,24 км². Население — 210 971 чел. Плотность населения — 206 человек/км².
Официальный код района — 08 3 26.
Район подразделяется на 20 общин.

## Города и общины
Города
1. Бад-Дюрхайм (12 674)
2. Бройнлинген (6200)
3. Донауэшинген (21 434)
4. Фуртванген (9672)
5. Хюфинген (7792)
6. Санкт-Георген (13 744)
7. Триберг (5261)
8. Филлинген-Швеннинген (81 921)
9. Фёренбах (4112)

Объединения общин
Общины
1. Бригахталь (5348)
2. Даухинген (3607)
3. Гютенбах (1319)
4. Кёнигсфельд (6155)
5. Мёнхвайлер (3190)
6. Нидерешах (6019)
7. Шонах (4260)
8. Шёнвальд (2482)
9. Тунинген (2861)
10. Унтеркирнах (2923)